# 요안드리 오로스코
요안드리 호세 오로스코 쿠히아(스페인어: Yohandry José Orozco Cujía, 1991년 3월 19일 ~ )는 베네수엘라의 축구 선수로 포지션은 공격형 미드필더이다. 현재 콜롬비아의 프로 축구 리그인 카테고리아 프리메라 A의 팀인 데포르테스 톨리마에서 뛰고 있다.